# Niklas Olausson
Niklas Olausson (* 12. Mai 1986 in Väckelsång) ist ein schwedischer Eishockeyspieler, der seit Februar 2023 erneut bei Luleå HF in der Svenska Hockeyligan unter Vertrag steht.

## Karriere
Niklas Olausson stammt aus dem Nachwuchs des Tingsryds AIF, für dessen Herrenmannschaft er 2002 in der drittklassigen Division 1 debütierte. Parallel spielte er bis 2005 weiter für die U20-Junioren des Klubs, ehe er zu Nyköpings Hockey in die HockeyAllsvenskan (zweite Spielklasse) wechselte. Dort kam er in seiner ersten Saison auf 28 Scorerpunkte in 40 Saisonspielen, so dass er die Aufmerksamkeit der schwedischen Spitzenklubs erregte und schließlich 2006 vom Linköpings HC verpflichtet wurde. Mit dem LHC wurde er 2007 schwedischer Vizemeister, kam aber auch weiter parallel bei Nyköping in der zweiten Liga zum Einsatz. Die Saison 2008/09 verbrachte er beim VIK Västerås HK in der HockeyAllsvenskan und war dabei mit 56 Assists bester Vorlagengeber der Liga. Olausson stand ab 2009 beim Luleå HF unter Vertrag, mit dem er 2012 die European Trophy gewann und 2013 schwedischer Vizemeister wurde. In der Saison 2013/14 gelangen ihm in 49 Partien 11 Tore und 22 Assists. Im Juni 2014 verpflichtete der EHC Biel Niklas Olausson für ein Jahr, sein Engagement wurde im Dezember 2014 um eine weitere Saison bis zum 30. April 2016 verlängert.
Nach Auslaufen des Vertrages beim EHCB setzte Olausson seine Karriere bei Oulun Kärpät in der Liiga fort. Nach einer Saison verließ er den Verein wieder und wechselte zum Luleå HF, für den er bereits von 2009 bis 2014 gespielt hatte.
Zur  Saison 2021/22 folgte er seinem Teamkollegen Linus Klasen in die Swiss League zum EHC Visp. Nachdem dort sein Vertrag nicht verlängert worden war, schloss er sich im Oktober 2022 aufgrund der Verletzung des US-Amerikaners Brett Supinski dem EHC Basel an. Nach lediglich vier Spielen verließ er Basel und wurde im November 2022 von den Graz 99ers aus der ICE Hockey League unter Vertrag genommen. Aber auch dort blieb er nicht lange, sondern kehrte im Februar 2023 nach Luleå zurück.

### International
Für Schweden lief Olausson ab 2001 regelmäßig in den Nachwuchs-Nationalmannschaften auf und absolvierte mit den U18-Junioren der Tre Kronor die U18-Weltmeisterschaft 2003,  bei der das schwedische Team den fünften Platz belegte. Anschließend spielte er auch für die U19- und U20-Vertretungen seines Heimatlandes.
Zwischen 2010 und 2014 wurde Olausson regelmäßig bei der Euro Hockey Tour im A-Team Schwedens eingesetzt, erhielt aber keine Nominierung für eine Weltmeisterschaft.

## Erfolge und Auszeichnungen
- 2007 Schwedischer Vizemeister mit dem Linköpings HC
- 2009 Bester Vorlagengeber der HockeyAllsvenskan
- 2012 Gewinn der European Trophy mit Luleå HF
- 2013 Schwedischer Vizemeister mit Luleå HF

## Karrierestatistik
(Legende zur Spielerstatistik: Sp oder GP = absolvierte Spiele; T oder G = erzielte Tore; V oder A = erzielte Assists; Pkt oder Pts = erzielte Scorerpunkte; SM oder PIM = erhaltene Strafminuten; +/− = Plus/Minus-Bilanz; PP = erzielte Überzahltore; SH = erzielte Unterzahltore; GW = erzielte Siegtore; 1 Play-downs/Relegation; Kursiv: Statistik nicht vollständig)